# Englische Badmintonmeisterschaft 2019
Die Englische Badmintonmeisterschaft 2019  fand vom 2. bis zum 3. Februar 2019 in Winchester statt.

## Austragungsort
- Westgate Badminton Centre

## Medaillengewinner
| Disziplin    | Gold                     | Silber                     | Bronze                            |
| ------------ | ------------------------ | -------------------------- | --------------------------------- |
| Herreneinzel | Rajiv Ouseph             | Sam Parsons                | Alex Lane                         |
| Herreneinzel | Rajiv Ouseph             | Sam Parsons                | Alex Marritt                      |
| Dameneinzel  | Chloe Birch              | Georgina Bland             | Kirby Ngan                        |
| Dameneinzel  | Chloe Birch              | Georgina Bland             | Freya Redfearn                    |
| Herrendoppel | Ben Lane Sean Vendy      | Peter Briggs Gregory Mairs | Rory Easton Matthew Nottingham    |
| Herrendoppel | Ben Lane Sean Vendy      | Peter Briggs Gregory Mairs | Callum Hemming Tom Wolfenden      |
| Damendoppel  | Chloe Birch Lauren Smith | Jenny Moore Jessica Pugh   | Abigail Holden Elizabeth Tolman   |
| Damendoppel  | Chloe Birch Lauren Smith | Jenny Moore Jessica Pugh   | Freya Redfearn Hope Warner        |
| Mixed        | Ben Lane Jessica Pugh    | Tom Wolfenden Jenny Moore  | Matthew Clare Victoria Williams   |
| Mixed        | Ben Lane Jessica Pugh    | Tom Wolfenden Jenny Moore  | Steven Stallwood Elizabeth Tolman |

## Finalergebnisse
| Disziplin    | Sieger                   | Finalist                  | Ergebnis          |
| ------------ | ------------------------ | ------------------------- | ----------------- |
| Herreneinzel | Rajiv Ouseph             | Sam Parsons               | 19-21 21-13 21-14 |
| Dameneinzel  | Chloe Birch              | Georgina Bland            | 21-16 21-15       |
| Herrendoppel | Ben Lane Sean Vendy      | Peter Briggs Greg Mairs   | 21-17 19-21 21-10 |
| Damendoppel  | Chloe Birch Lauren Smith | Jenny Moore Jessica Pugh  | 21-18 21-13       |
| Mixed        | Ben Lane Jessica Pugh    | Tom Wolfenden Jenny Moore | 21-16 21-14       |